# شمس الدين السفيري
محمد بن عمر بن أحمد السفيري، شمس الدين: عالم بالحديث، والمنتمي إلى المذهب الشافعي، حلبي المولد والوفاة (877 - 956 هـ ). زار دمشق والقاهرة. له كتب، منها (شرح الجامع الصحيح للبخاريّ - خ) مجلدان منه، في التيمورية.

## شيوخه
من أشهر شيوخه: الإمام الحافظ "جلال الدين السيوطي"، والعلاء الموصلي، والكمال بن أبي الشريف، وكمال الدين محمد بن علي القاهري الشافعي (قاضي قضاة الشافعية بالديار المصرية).

## مؤلفاته
- شرح البخاري للسفيري، (المجالس الوعظية في شرح أحاديث خير البرية)
- تحفة الأخيار في حكم أطفال المسلمين والكفار.